# Extimité
 (octobre 2015).
Après Lacan, l’extimité, par opposition à l'intimité, est, tel qu'il a été défini par le psychiatre Serge Tisseron, le désir de rendre visibles certains aspects de soi jusque-là considérés comme relevant de l'intimité. Il est constitutif de la personne humaine et nécessaire à son développement psychique - notamment à une bonne image de soi. En cela, l'extimité doit être distinguée de l'exhibitionnisme qui consiste à exposer ses parties génitales afin d’être sexuellement excité ou à éprouver un fort désir d’être observé par d’autres durant l’activité sexuelle.
Dans un sens différent mais tout aussi lié à Lacan, le mot "extime" peut être utilisé pour traduire le mot anglais uncanny, utilisé notamment pour décrire le concept de la vallée dérangeante.

## Histoire du concept
On trouve « extime » sous la plume d’Albert Thibaudet dans un article de La Nouvelle Revue Française daté du 1er juin 1923, « Lettres et journaux » :  
« M. Barrès, dans une interview récente, appelait sa Chronique de la Grande Guerre un Journal intime de la France. Quel singulier contresens ! Et comme ce journalisme, qui est de l’action, de l’action énergique, vivante et volontairement partiale, ressemble peu à un journal intime, acte d’intelligence, miroir de la clairvoyance au repos où l’homme s’arrête de vivre pour comprendre. Il faut des Maurras et il faut des Amiel, comme il faut des Barrès et il faut des Montaigne ; il faut aussi choisir entre les deux destinées, et la Chronique a tout de la première, rien de la seconde. C’est comme le journal de la France, tout ce qu’on peut imaginer de plus extime ».
« Extime » désigne ce qui est tourné vers le dehors, en prise sur les événements extérieurs. C’est dans un sens analogue que Jean Echenoz utilise « extime » dans son premier roman, Le Méridien de Greenwich (1979). Il fait de Byron, son héros, un personnage :
« sans attache sensible, sans ancrage particulier. Ne s’attardant ni aux objets ni aux décors, il traversait l’espace avec une inattention sincère. Jamais il n’avait pu acquérir la notion de domiciliation, se mouler à l’impératif civique du lieu privé, intime, adhésif. […] Ainsi, à Paris, son bureau du boulevard Haussmann et son appartement de la rue Pétrarque, pôles rigoureux d’une quotidienneté binaire, lui étaient également familiers et étrangers, intimes autant qu’extimes, semblables en cela, par exemple, à une cabine d’ascenseur, à la salle d’attente d’un dentiste, ou à la terrasse d’un tabac du quai Voltaire ».
Le mot d’extimité est proposé par Jacques Lacan dans son séminaire XVI en 1969 (publié en 2006, page 249). Le mot est à l'époque surtout utilisé comme une traduction du unheimlich de Freud, et sert également à traduire le uncanny anglais, que l'on retrouve notamment dans le concept de vallée dérangeante.
Serge Tisseron le reprend en lui donnant une signification différente dans son ouvrage L’intimité surrexposée (éd. Ramsay, août 2001, réédition Hachette, 2003) consacré au phénomène « Loft Story ». Il prétend par là s’opposer au mot « exhibitionnisme » utilisé au sujet des lofteurs, qui lui parait inadéquat.
Le mot entre rapidement dans le langage courant. Michel Tournier publie un « Journal extime » en 2002.

## L'extimité d'après Jacques Lacan
« En fin de compte, si nous partons de ce que nous décrivons comme ce lieu central, cette extériorité intime, cette extimité qui est la Chose (Das Ding), peut-être ceci éclairera-t-il pour nous ce qui reste encore une question, voire un mystère pour ceux qui s’intéressent à cet art préhistorique »

— (Lacan, 1959-1960, , transcription Staferla, p. 285)

## L'extimité d'après Serge Tisseron
Voici ce qu’en écrit Serge Tisseron en 2001 : 
« Je propose d'appeler "extimité" le mouvement qui pousse chacun à mettre en avant une partie de sa vie intime, autant physique que psychique. Ce mouvement est longtemps passé inaperçu bien qu’il soit essentiel à l'être humain. Il consiste dans le désir de communiquer sur son monde intérieur. Mais ce mouvement serait incompréhensible s'il ne s'agissait que «d'exprimer». Si les gens veulent extérioriser certains éléments de leur vie, c'est pour mieux se les approprier en les intériorisant sur un autre mode grâce aux échanges qu’ils suscitent avec leurs proches. L'expression du soi intime - que nous avons désigné sous le nom «d'extimité» - entre ainsi au service de la création d'une intimité plus riche. Cette opération nécessite deux postures psychiques successives. Tout d’abord, il nous faut pouvoir croire que notre interlocuteur partage le même système de valeurs que nous. (…) Autrement dit, (…) il nous faut d'abord identifier cet autre à nous-mêmes. Mais, sitôt la dynamique de l'extériorisation de l’intimité engagée, l'interlocuteur qui nous renvoie quelque chose n'est plus un double de nous-mêmes. Pour accepter son point de vue et commencer à nous en enrichir, il nous faut maintenant nous identifier à lui.
Ce mouvement a toujours existé. (Il est réalisé) à la fois avec des gestes, des mots et des images. Ces constructions ne sont pas forcément conscientes ni volontaires. Elles relèvent d'une sorte «d'instinct» qui est le moteur de l'existence, aussi bien du point de vue psychique individuel que des liens sociaux. En revanche, ce mouvement a longtemps été étouffé par les conventions et les apprentissages. Ce qui est nouveau, ce n'est pas son existence, ni même son exacerbation, c’est sa revendication et, plus encore, la reconnaissance des formes multiples qu'il prend. (…) Les pratiques par lesquelles le soi intime est mis en scène dans la vie quotidienne ne revêt pas une seule forme, mais trois : verbale, imagée et corporelle. » (L’intimité surexposée)
Cette définition a été précisée depuis par le même auteur : intimité et extimité sont inséparables d’un troisième terme, l’estime de soi. Celle-ci a d’abord besoin d’un espace d’intimité pour se construire. Mais l’intimité de chacun lui devient vite ennuyeuse s’il ne peut la partager avec personne. La construction de l’estime de soi passe donc ensuite par la mise en jeu du désir d’extimité. Désir d’intimité et désir d’extimité sont la systole et la diastole de la construction de l’estime de soi et de l’identité.
La prise en compte du désir d'extimité et de ses manifestations a deux conséquences importantes.
Tout d’abord, elle oblige à distinguer dans l’intimité deux aspects qui étaient traditionnellement confondus : l’intime, qui est ce qui est non partageable parce que trop peu clair à soi-même  (c’est  ce qu’on appelle aussi « l’intériorité ») ; et l’intimité, qui a suffisamment pris forme pour chacun d'entre nous pour qu'il soit possible de le proposer à autrui dans une démarche d’extimité. Le désir d'extimité affecte l'intimité, mais pas l'intime. Du coup, le rapport du sujet au monde ne se définit plus par trois dimensions: son rapport à la sphère intime, à la sphère privée et à la sphère publique, mais par quatre: son rapport à l'intime, à l'intimité, au privé et au public. Le désir d'extimité peut faire passer l'intimité vers la sphère privée (le cercle des proches), puis vers la sphère publique; ou bien court-circuiter la sphère privée en investissant d'emblée la sphère publique. C'est ce qui se passe avec l'utilisation d'Internet.
Ensuite, la notion d’extimité est inséparable de celle d’identités multiples. Plus la possibilité d’avoir plusieurs identités est importante, et plus le fait d’en rendre les diverses facettes visibles pour savoir dans laquelle s’engager est important, notamment à l'adolescence.

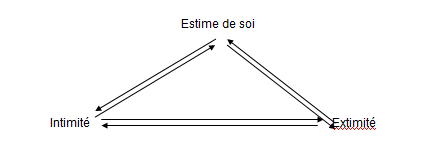
Relation entre extimité, intimité, et estime de soi

### Extimité sur Internet
Les blogs - en particulier adolescents - et les réseaux sociaux sur Internet – comme Facebook, Instagram ou Myspace – reconfigurent le rapport entre extimité et intimité et peuvent ainsi poser des problèmes. Le désir d’extimité ne se révèle que si le désir d’intimité est satisfait. Si l’intimité de chacun n’est pas assurée comme il le souhaite dans les nouveaux réseaux, le désir d’extimité qui s’y manifeste sera mis en veilleuse. C’est pourquoi la possibilité d’effacer des données personnelles après une période qui reste à fixer pourrait être, à terme, la condition de la survie des réseaux.